# カール＝ハインツ・レスマン
カール＝ハインツ・レスマン(ドイツ語: Karl-Heinz Leesmann、1915年5月3日 - 1943年7月25日)は、ドイツの軍人。最終階級は空軍少佐。第二次世界大戦では総撃墜数37機を記録したエース・パイロットであり、その戦功から騎士鉄十字章を受章した。

## 経歴
第二次世界大戦では、ドイツ空軍第52戦闘航空団(JG52)や第1戦闘航空団(JG1)に所属していた。また、JG52では第I飛行隊飛行隊長を、JG1では第III飛行隊飛行隊長を務め上げている。1943年7月25日、交戦中だったアメリカ空軍の重爆撃機B-17に撃墜され死亡した。

## 叙勲
- パイロット章
- 空軍前線飛行章
- 鉄十字章
  - 二級鉄十字勲章1939年章
  - 一級鉄十字勲章1939年章
- 空軍名誉杯 (1940年10月5日)
- 騎士鉄十字章
  - 騎士鉄十字章 (1941年7月23日)[1]
- ドイツ十字章
  - ドイツ十字章金章 (1942年7月27日)[2]